# In Plenty and In Time of Need
In Plenty and In Time of Need  (en español: En abundancia y en tiempo de necesidad) es el himno nacional de Barbados. Fue escrito por Irving Burgie y compuesto por C. Van Roland Edwards. Fue adoptado en 1966.

## Letra eninglés
In plenty and in time of need 

When this fair land was young

Our brave forefathers sowed the seed

From which our pride has sprung

A pride that makes no wanton boast

Of what it has withstood

That binds our hearts from coast to coast

The pride of nationhood
Estribillo:

We loyal sons and daughters all

Do hereby make it known

These fields and hills beyond recall

Are now our very own

We write our names on history's page

With expectations great

Strict guardians of our heritage

Firm craftsmen of our fate
The Lord has been the people's guide

For past three hundred years.

With Him still on the people's side

We have no doubts or fears.

Upward and onward we shall go,

Inspired, exulting, free,

And greater will our nation grow

In strength and unity.

## En español
En abundancia y tiempos de necesidad.

 Cuando esta bella tierra era joven 

 Nuestros valientes antepasados sembraron la semilla 

 De la que nuestro orgullo ha surgido 

 Un orgullo que no hace alarde arbitrario

 De lo que ha resistido 

 que une a nuestros corazones de costa a costa 

 El orgullo de la nación 
Estribillo: 

 Nosotros fieles hijos e hijas todos 

 Por la presente dará a conocer 

 Estos campos y colinas más allá de recordar 

 ahora nuestro propio 

 Escribimos nuestros nombres en la página de la historia 

 Con grandes expectativas 

 estrictos guardianes de nuestro patrimonio 

 Firmes artesanos de nuestro destino 
El Señor ha sido la guía del pueblo 

 Por tres últimos cien años. 

 con él todavía en el lado del pueblo 

 No tenemos dudas o temores. 

 hacia arriba y hacia adelante vamos a ir, 

 Inspirados, exultantes, libres. 

 Y una mayor voluntad de nuestra nación crezca 

 En fortaleza y unidad.